# Терселиус, Лил
Лил Польди Терселиус (швед. Lil Poldi Terselius; 5 ноября 1944, Стокгольм — 26 октября 2021) — шведская актриса, обладатель премии «Золотой жук» за главную женскую роль 1977/78 года.

## Биография
Лил Терселиус родилась в Стокгольме, но жила в Буросе с 4 до 14 лет, где её отец работал менеджером по продажам, а мать — секретарём. По возвращении в Стокгольм училась танцам у Лиа Шуберт и Грэма Тейнтона. После окончания средней школы поступила в университет, где изучала иностранные языки, затем работала au pair в Англии, также была туристическим гидом. Участвовала в студенческом театре, затем с 1967 по 1970 годы училась в театральной школе в Стокгольме.
Сразу после окончания театральной школы была принята в труппу Королевского драматического театра. Её первым крупным успехом стала роль Лучетты в спектакле 1973 года по пьесе Карло Гольдони «Кьоджинские перепалки». В том же году она получила заметную роль в телесериале Någonstans i Sverige, а в следующем сыграла одну из танцовщиц в телесериаое De tre från Haparanda. В 1975—1977 годах она играла в Хельсингборгском городском театре. В 1977 году её пригласили на главную роль в фильме Den allvarsamma leken, которая принесла актрисе премию «Золотой жук».
Она также появляkась в таких сериалах как Rederiet и Varuhuset и вела телепрограмму Teatercaféet из Эребру вместе с Пером Эриком Нордквистом.
За театральные достижения в 2000 году Лил Терселиус получила стипендию О’Нила. В 2004 году она была награждена медалью Литературы и искусств.
Лил Терселиус также занималась переводом пьес с французского и английского языков, некоторые предназначались для Королевского драматического театра, например, Zelda Пола Робинсона Хантера, в которой Терселиус затем сыграла главную роль. Имея активную общественную позицию, актриса некоторое время активно участвовала в профсоюзной работе, занимая должность председателя организации работников театра.
Лил Терселиус была замужем за актёром и режиссером Хансом Клинга, затем — за драматургом и режиссером Ларсом Нореном.
Скончалась 26 октября 2021 года от инсульта.

## Награды и премии
- 1978 — «Золотой жук» за лучшую женскую роль
- 1981 — Приз критиков Венецианского кинофестиваля
- 2000 — Стипендия О’Нила
- 2004 — Медаль Литературы и искусств

## Избранная фильмография
- 1968 — Komedi i Hägerskog
- 1969 — Miss and Mrs Sweden
- 1970 — Kvinnomänniska
- 1970 — Som hon bäddar får han ligga
- 1973 — Håll alla dörrar öppna
- 1973 — Någonstans i Sverige (телесериал)
- 1974 — De tre från Haparanda (телесериал)
- 1975 — Garaget
- 1977 — Den allvarsamma leken
- 1979 — Selambs (телесериал)
- 1981 — Förföljelsen
- 1987 — Träff i helfigur (телесериал)
- 1989 — Det var då… (телесериал)
- 1991 — Kopplingen (телесериал)
- 2011 — Bibliotekstjuven (телесериал)
- 2014 — Gentlemen

## Избранные театральные работы
| År   | Roll                | Produktion                                              | Regi                      | Teater                           |
| ---- | ------------------- | ------------------------------------------------------- | ------------------------- | -------------------------------- |
| 1971 | Марианна            | «Тартюф» Мольер                                         | Мими Поллак               | Королевский драматический театр  |
| 1972 | Жена трактирщика    | «Местер Улоф» Август Стринберг                          | Альф Шёберг               | Королевский драматический театр  |
| 1975 | Оливия              | «Двенадцатая ночь» Уильям Шекспир                       | Ингмар Бергман            | Королевский драматический театр  |
| 1978 | Салли Боулз         | «Кабаре» Джон Кандер, Фред Эбб, Джо Мастерофф           |                           | Хельсингборгский городской театр |
| 1979 | Гринет              | «Кто боится Вирджинии Вульф?» Эдвард Олби               | Ян Левин                  | Королевский драматический театр  |
| 1985 | Болетта             | «Женщина с моря» Генрик Ибсен                           | Гуннель Линдблум          | Королевский драматический театр  |
| 1986 | Леди Макбет         | «Макбет» Уильям Шекспир                                 | Christian Tomner          | Королевский драматический театр  |
| 1986 | Мери                | «Пир во время чумы» Александр Пушкин                    | Юрий Любимов              | Королевский драматический театр  |
| 1988 | Молодая женщина     | I lodjurets timma Пер Улов Энквист                      | Йёран Графман             | Королевский драматический театр  |
| 1989 | Энн                 | Höst och vinter Ларс Норен                              | Бригитта Урнстейн         | Королевский драматический театр  |
| 1991 | Ивонна Тенье        | «Долго и счастливо» Жорд Фейдо                          | Ингвар Кьельсон           | Королевский драматический театр  |
| 1992 | Нита                | Alla dagar alla nätter Margareta Garpe                  | Маргарета Гарпе           | Королевский драматический театр  |
| 1992 | Анна                | Tiden är vårt hem Ларс Норен                            | Бьёрн Меландер            | Королевский драматический театр  |
| 1993 | Хуструн             | «Кровавая свадьба» Федерико Гарсиа Лорка                | Эва Бергман               | Королевский драматический театр  |
| 1995 | B                   | «Три высокие женщины» Эдвард Олби                       | Бьёрн Меландер            | Королевский драматический театр  |
| 1996 | Омега               | «Вакханки» Еврипид                                      | Ингмар Бергман            | Королевский драматический театр  |
| 1997 | Ханна               | Hannas midsommar Маргарета Гарпе                        | Маргарета Гарпе           | Королевский драматический театр  |
| 1998 | Элисия              | «Селестина» Фернандо де Рохас                           | Робер Лепаж               | Королевский драматический театр  |
| 1999 | Мама Мортон         | «Чикаго» Джон Кандер, Фред Эбб, Боб Фосс                | Уолтер Бобби, Скотт Ферис | Эриксбергсхаллен/ Оскарстеатерн  |
| 2002 | Зельда              | Zelda Пол Робинсон Хантер                               | Лена Сёдерблум            | Королевский драматический театр  |
| 2004 | Княгиня Вэй         | «Три ножа из страны Вэй» Гарри Мартинсон                | Стаффан Вальдемар Хольм   | Королевский драматический театр  |
| 2005 | Соня                | «После занавеса» Брайан Фрил                            | Лена Сёдерблум            | Королевский драматический театр  |
| 2006 | Миранда             | Pinocchios aska Йокум Роде                              | Анна Новович              | Королевский драматический театр  |
| 2007 | Хали                | Hem till gården (Buried Child) Сэм Шепард               | Стефан Ларссон            | Королевский драматический театр  |
| 2008 | Кай                 | Svenskt landskap med kinesiska detaljer Лукас Свенссон  | Каролина Френде           | Королевский драматический театр  |
| 2008 | Лиза                | «Малые супружеские преступления» Эрик-Эмманюэль Шмитт   | Эва Дальман               | Королевский драматический театр  |
| 2009 | M                   | «Жажда» Сара Кейн                                       | Надя Вайс                 | Королевский драматический театр  |
| 2010 | Хиллари Клинтон     | Jerusalem 2010 Эва Бергман                              | Эва Бергман               | Королевский драматический театр  |
| 2010 | Женщина             | En sommardag Юн Фоссе                                   | Гуннель Линдблум          | Королевский драматический театр  |
| 2011 | Фрау Шмидт          | Tjuvar (Diebe) Деа Лоэр                                 | Дженни Андреассон         | Королевский драматический театр  |
| 2012 | Госпожа Янг Женщина | «Добрый человек из Сычуани» Бертольт Брехт              | Эва Дальман               | Королевский драматический театр  |
| 2014 | Дочь                | Dödspatrullen Мари-Луиза Экман                          | Мари-Луиза Экман          | Королевский драматический театр  |
| 2015 | Нина                | «Идиот» Маттиас Андерссон по роману Фёдора Достоевского | Маттиас Андерссон         | Королевский драматический театр  |
| 2016 | Фру Бленда Вергерус | Fanny och Alexander Ингмар Бергман                      | Стефан Дарссон            | Королевский драматический театр  |
| 2017 | Валери              | «Горькие слёзы Петры фон Кант» Райнер Вернер Фасбиндер  | Суниль Мунши              | Королевский драматический театр  |
| 2017 |                     | «Последние свидетели» Светлана Алексиевич               | Улла Кассиус              | Королевский драматический театр  |